# Бановинско веће
Бановинско веће је било самоуправни представнички орган у бановинама Краљевине Југославије.
Бирала су се на четири године општим, једнаким и непосредним гласањем. Могла су уређивати поједине гране бановинске управе и живота на основу бановинских уредаба које су имале снагу закона у бановини. Бановинске уредбе је проглашавао и обнародовао бан, који би претходно тражио сагласност Државног савета о њиховој законитости.
Бановинска већа су из своје средине бирала бановинске одборе, као самоуправне извршне органе.
Бановинско веће могло се краљевским указом распустити и пре истека четворогодишњег периода на предлог министра унутрашњих послова. Сваке године у свом првом сазиву бановинско веће је решавало бановински буџет за наредну годину по предлогу бановинских одбора. Бановински буџет је одобравао министар финансија, а Главна контрола испитивала његово извршење путем прегледа завршног рачуна.